# Sapphire (femme de lettres)
Pour les articles homonymes, voir Sapphire.
Sapphire, née Ramona Lofton, le 4 août 1950 à Fort Ord, Californie, est une romancière et poétesse américaine.
Fille de militaires, elle vécut avec ses trois frères dans différents lieux des États-Unis et à l'étranger. Après la séparation de ses parents, Lofton s'installa à San Francisco, où elle obtint un GED et fréquenta le City College of San Francisco avant de devenir "hippie". Vers le milieu des années 1970, elle fréquenta le City College of New York et obtenu un master en beaux arts au Brooklyn College. Ramona occupa divers emplois avant de se consacrer à la littérature ; elle est bisexuelle et habite actuellement à New York. Elle  a aussi écrit la préface du livre Pimp de Iceberg Slim.

## Œuvre

### Romans
- Push (1996)
- The Kid (2011)

### Recueils de poèmes
- Meditations on the Rainbow: Poetry (1987)
- American Dreams (1994)
- Black Wings & Blind Angels: Poems (1999)[3]

## Adaptation
- 2009 : Precious (Precious ou Precious: Based on the Novel "Push" by Sapphire), film américain réalisé et produit par Lee Daniels, scénario de Geoffrey S. Fletcher d'après le roman de Sapphire, avec Gabourey Sidibe dans le rôle-titre, Mo'Nique, Paula Patton et Mariah Carey